# 青之炎 (漫畫)
《青之炎》是日本漫画家岛本和彦創作的日本漫画作品。於《週刊Young Sunday》2007至2008年期間進行不定期连载，于杂志休刊后，於《Spirits增刊 YS Special》VOL.2刊載1話，之後在2009年5月创刊的《月刊少年Sunday》继续连载。
2014年7月由東京電視台改編的電視劇開始播放。
2014年獲得第18屆日本新媒體動漫藝術節漫畫部門優秀賞得獎。2015年獲得第60回（平成26年度）小学館漫画賞一般向部門得獎。

## 故事大纲
故事设定在1980年代初，就读大阪大作家艺术大学的主人公焰燃想在大学时代在动漫界崭露头角，但是在到达顶峰的路上出现了强敌庵野秀明！焰燃将何去何从？

## 登場人物
焰燃 （演：柳楽優弥）
本作主人公。
年上敦子（トンコ）
焰燃的学姐，一直很鼓励焰燃的前辈。
津田洋美
有点呆萌，但是有时会有意想不到的表现。
高桥
主人公的同级生。
小喫（きっちゃん）
焰燃的同學與朋友。
襄（ジョウ）
焰燃的同學。
村上
羽毛球社的學長。
眈眈（タムタム）
特攝愛好者。高橋的朋友。真實人物。
一位大學教員
像《星際大戰》的尤達。
橫山
小學館《週刊少年Sunday》編輯。
MAD Holly
SA社編輯。
岩瀨順

### 真實人物
庵野秀明
山賀博之
赤井孝美
南雅彦
矢野健太郎

#### 蘿蔔電影
武田康廣
澤村武伺
岡田斗司夫

## 僅名字出現的人物

### 漫画家
安达充
高桥留美子
石之森章太郎
松本零士
永井豪
克·亚树與畑健二郎
源氏太郎、小山由、小林誠、亞月裕與赤塚不二夫
細野不二彥
江口壽史
宮下明
藤子·F·不二雄
原秀則
车田正美
中島德博
水島新司
手塚治虫
大友克洋
諸星大二郎與星野之宣

### 動畫相關人士
金田伊功
富野由悠季
宫崎骏
安彦良和

### 作曲家
伊福部昭

## 登場團體、組織和作品
大作家藝術大學

### 出版社
小學館
SA社
讲谈社

### 漫画
福星小子
最後的冠軍
猿飛小忍者
美雪、美雪
相聚一刻
激!!極虎一家
熱拳本色
天文棒球隊

### 動畫
傳說巨神
可笑戰士靜音王
無敵鐵金剛
哆啦A夢（1979年大山羨代）
機動戰士GUNDAM

### 漫画與動畫
宇宙戰艦大和號
人造人009

### 電影
星際大戰五部曲：帝國大反擊
復活之日、洛奇1與洛奇2
粉紅豹2; 半斤八兩

### 電視劇
3年B組金八先生

### 遊戲
Tactics II

## 出版書籍
| 卷數 | 小學館         | 小學館                                        | 青文出版社     | 青文出版社             |
| 卷數 | 發售日期       | ISBN                                          | 發售日期       | ISBN                   |
| ---- | -------------- | --------------------------------------------- | -------------- | ---------------------- |
| 1    | 2008年2月5日   | ISBN 978-4-09-151268-0                        | 2009年11月17日 | ISBN 978-986-256-087-7 |
| 2    | 2009年5月11日  | ISBN 978-4-09-121650-2                        | 2009年12月22日 | ISBN 978-986-256-127-0 |
| 3    | 2009年12月12日 | ISBN 978-4-09-122109-4                        | 2010年4月23日  | ISBN 978-986-256-262-8 |
| 4    | 2010年6月11日  | ISBN 978-4-09-122389-0                        | 2010年9月21日  | ISBN 978-986-256-459-2 |
| 5    | 2010年11月12日 | ISBN 978-4-09-122578-8                        | 2011年4月24日  | ISBN 978-986-256-750-0 |
| 6    | 2011年6月10日  | ISBN 978-4-09-122828-4                        | 2011年11月8日  | ISBN 978-986-256-966-5 |
| 7    | 2011年11月11日 | ISBN 978-4-09-123278-6                        | 2012年5月5日   | ISBN 978-986-310-157-4 |
| 8    | 2012年5月11日  | ISBN 978-4-09-123249-6                        | 2013年3月25日  | ISBN 978-986-310-550-3 |
| 9    | 2012年11月12日 | ISBN 978-4-09-123880-1                        |                |                        |
| 10   | 2013年6月12日  | ISBN 978-4-09-124257-0                        |                |                        |
| 11   | 2013年12月12日 | ISBN 978-4-09-124440-6                        |                |                        |
| 12   | 2014年7月11日  | ISBN 978-4-09-125126-8                        |                |                        |
| 13   | 2015年1月9日   | ISBN 978-4-09-125517-4                        |                |                        |
| 14   | 2015年7月10日  | ISBN 978-4-09-126254-7                        |                |                        |
| 15   | 2016年5月12日  | ISBN 978-4-09-127249-2                        |                |                        |
| 16   | 2016年10月12日 | ISBN 978-4-09-127435-9                        |                |                        |
| 17   | 2017年5月12日  | ISBN 978-4-09-127623-0 ISBN 978-4-09-941891-5 |                |                        |
| 18   | 2017年11月10日 | ISBN 978-4-09-128014-5 ISBN 978-4-09-943001-6 |                |                        |
| 19   | 2018年5月11日  | ISBN 978-4-09-128288-0 ISBN 978-4-09-943015-3 |                |                        |
| 20   | 2018年12月12日 | ISBN 978-4-09-128725-0                        |                |                        |
| 21   | 2019年7月12日  | ISBN 978-4-09-129346-6                        |                |                        |
| 22   | 2019年12月12日 | ISBN 978-4-09-129524-8                        |                |                        |
| 23   | 2020年6月12日  | ISBN 978-4-09-850138-0                        |                |                        |
| 24   | 2020年12月11日 | ISBN 978-4-09-850345-2                        |                |                        |
| 25   | 2021年8月11日  | ISBN 978-4-09-850680-4                        |                |                        |
| 26   | 2022年3月11日  | ISBN 978-4-09-851015-3                        |                |                        |
| 27   | 2022年8月10日  | ISBN 978-4-09-851269-0                        |                |                        |
| 28   | 2023年5月12日  | ISBN 978-4-09-852052-7                        |                |                        |

## 電視劇
2014年7月19日至9月27日於東京電視台的每週星期六於電視劇24播出。

### 登場人物
大阪藝術大学羽球社
- 焔 モユル - 柳樂優彌（粵語配音：黃尉斯）
- 森永 とんこ - 山本美月（粵語配音：王夢華）
- 津田 ヒロミ - 黑島結菜（粵語配音：朱婉雯）
- 村上 - 川久保拓司
- 羽球社前輩1 - 金子伸哉
- 羽球社前輩2 - 今井英二
- 羽球社員1 - 高尾勇次
- 羽球社員2 - 橋本和志
- 羽球社員3 - 西村匠平
- 羽球社員4 - 関山貴也
- 羽球社員5 - 佐伯晃浩
- 羽球社員6 - 本郷剣斗
- 羽球社員7 - 寺田普景

大阪藝術大学
- 岸本 - 大水洋介（Rubber Girl）
- 高橋 - 足立理
- 矢野 ケンタロー - 浦井健治
- 南雅彥 - 遠藤要
- 大学教授 - きたろう

《新世紀福音戰士》製作原班人馬
- 庵野秀明 - 安田顯
- 山贺博之 - 室剛
- 赤井孝美 - 中村倫也
- 岡田斗司夫 - 濱田岳
- 武田 - ぎたろー（CONDORS）

Wonder Masumi
- 凩 マスミ - 小嶋陽菜
- ミノムシミノコ - 上地春奈

其他
- MADホーリィ - 佐藤二朗
- 岩瀬 ジュン - 市川由衣
- みゆき - 竹富聖花
- 山賀の妹 - 葵わかな

#### 客串
第1話
- 田中 マサアキ（イダーゲ星人） - 佐野憲彦（第9話にも出演）

第2話
- 本屋のおばちゃん - 山野海
- 高橋留美子 - 今野杏南[11]

第5話
- 横山（少年Sunday漫畫學院担当編輯者） - 長谷川朝晴（第11話演出）

第7話
- 喫茶店の店員 - 山賀博之
- 教習所教官 - 武田康廣

第10話
- 天野 カズミ - 豊田エリー
- 番台のおばちゃん - 赤井孝美

第11話
- 三上 - 葉山奨之
- バイク屋の店主 - 島本和彦
- 手塚治虫 - 岡田斗司夫
- モユルの恋敵・資産家の息子 - 山田孝之[12]
- 戸塚純貴

### 製作人員
- 原作 - 島本和彥
- 脚本、監督 - 福田雄一
- 音樂 - 瀬川英史
- 片頭曲 - ウルフルズ「あーだこーだそーだ!」[13]（日本華納音樂）
- 片尾曲 - 柴咲幸「蒼い星」[14]（Victor / Colourful Records）
- 旁白 - 古谷徹
- 副監督 - 井手上拓哉
- 總作画監督 - 一本木蛮
- 作画構圖 - 李基成
- 片頭標題 - 本郷伸明
- 商標設計 - Bay Bridge Studio
- 特技、動作指導 - 出口正義、田渕景也
- 特技 - 雲雀大輔、荒川真、高嶋宏一郎、帯金伸行、坂手透浩
- 時代考據 - 玉井桂一
- 特別協力 - 小学館、大阪藝術大学、圓谷製作、手塚製作公司、石森製作、齊藤隆夫製作公司、GAINAX、玉井桂一、GroundWorks、ZERO GOODS UNIVERSE、増永計介
- 友情協力 - Khara
- Brain - 酒井健作
- 主要製作人 - 中川順平（東京電視台）
- 製作人 - 山鹿達也（東京電視台） / 武藤大司、鈴木仁行、原田耕治、増田悟司
- 執行製作人 - 鈴木大造
- 輔助製作人 - 田辺勇人、河瀬知
- 制作協力 - Lespass Film
- 製作 - 東京電視台、電通
- 製作著作 - 「青之炎」製作委員会

### 播放日程
| 各話                                                      | 播放日期 | 標題 | 節目欄 |
| --------------------------------------------------------- | -------- | ---- | ------ |
| 第1話                                                     | 7月19日  |      |        |
| 第2話                                                     | 7月26日  |      |        |
| 第3話                                                     | 8月2日   |      |        |
| 第4話                                                     | 8月9日   |      |        |
| 第5話                                                     | 8月16日  |      |        |
| 第6話                                                     | 8月23日  |      |        |
| 第7話                                                     | 8月30日  |      |        |
| 第8話                                                     | 9月6日   |      |        |
| 第9話                                                     | 9月13日  |      |        |
| 第10話                                                    | 9月20日  |      |        |
| 最終話                                                    | 9月27日  |      |        |
| 平均收視率 2.1%（由Video Research調查關東地區的統計資料） |          |      |        |

### 播放電視台
| 播放地區       | 播放電視台                | 聯播網                    | 播放日期                  | 播放時間                 |
| -------------- | ------------------------- | ------------------------- | ------------------------- | ------------------------ |
| 關東廣域圈     | 東京電視台 【製作電視台】 | 東京電視台系列            | 2014年7月19日 - 9月27日   | 星期六 0:12 - 0:52       |
| 北海道         | TV北海道                  | 東京電視台系列            | 2014年7月19日 - 9月27日   | 星期六 0:12 - 0:52       |
| 愛知縣         | 愛知電視台                | 東京電視台系列            | 2014年7月19日 - 9月27日   | 星期六 0:12 - 0:52       |
| 岡山縣、香川縣 | 瀨戶內電視台              | 東京電視台系列            | 2014年7月19日 - 9月27日   | 星期六 0:12 - 0:52       |
| 福岡縣         | TVQ九州放送               | 東京電視台系列            | 2014年7月19日 - 9月27日   | 星期六 0:12 - 0:52       |
| 大阪府         | 大阪電視台                | 東京電視台系列            | 2014年7月21日 - 9月29日   | 星期一 23:58 - 翌0:40    |
| 奈良縣         | 奈良電視台                | JAITS                     | 2014年7月26日 - 10月4日   | 星期六 0:30 - 1:05       |
| 長野縣         | 信越放送                  | TBS系列                   | 2014年7月26日 - 10月4日   | 星期六 0:50 - 1:30       |
| 福島縣         | 福島中央電視台            | 日本電視台系列            | 2014年8月1日 - 10月10日   | 星期五 1:29 - 2:09       |
| 和歌山縣       | 和歌山電視台              | JAITS                     | 2014年8月3日 - 10月12日   | 星期日 0:00 - 0:40       |
| 鹿兒島縣       | 鹿兒島放送                | 朝日電視台系列            | 2014年8月3日 - 10月12日   | 星期日 1:45 - 2:25       |
| 新潟縣         | TV新潟放送網              | 日本電視台系列            | 2014年8月3日 - 10月19日   | 星期日 1:25 - 2:05       |
| 山形縣         | TVU山形                   | TBS系列                   | 2014年8月16日 - 10月25日  | 星期六 0:50 - 1:30       |
| 石川縣         | 北陸放送                  | TBS系列                   | 2014年8月19日 - 10月28日  | 星期二 1:13 - 1:53       |
| 熊本縣         | 熊本縣民電視台            | 日本電視台系列            | 2014年9月14日 - 11月23日  | 星期日 1:00 - 1:40       |
| 鳥取縣、島根縣 | 日本海電視台              | 日本電視台系列            | 2014年9月20日 - 11月29日  | 星期六 2:25 - 3:05       |
| 岩手縣         | IBC岩手放送               | TBS系列                   | 2014年10月4日 - 12月13日  | 星期六 0:55 - 1:35       |
| 滋賀縣         | 琵琶湖放送                | JAITS                     | 2014年10月6日 - 12月15日  | 星期一 23:58 - 隔日 0:40 |
| 日本全域       | BS东视                    | 東京電視台系列 BS技術放送 | 2014年10月6日 - 12月22日  | 星期一 0:00 - 0:35       |
| 富山縣         | 鬱金香電視台              | TBS系列                   | 2014年10月16日 - 12月25日 | 星期四 0:38 - 1:18       |
| 青森縣         | 青森電視台                | TBS系列                   | 2015年1月24日 - 4月4日    | 星期六 0:20 - 1:00       |

### 得獎紀錄
2014年銀河賞電視劇部門9月度月間賞入圍。
雑誌《Enterics》2015年1月号發售的「掘り出しエンタRANKING2014」電視劇部門中獲得第1名。
於上述的銀河賞電視劇部門9月度月間賞入圍、2014年度年間特別賞、贈送東京電視台製作人員們感謝状。
2015年8月29日於鳥取縣米子市舉辦的第54回日本科幻大會”米魂”的星雲賞的自由部門得獎。。
東京國際戲劇節2015中獲得連續劇部門優秀賞得獎。